# Odd fellows
Niezależny Zakon Odd Fellows (ang. Independent Order of Odd Fellows) – wywodząca się z Anglii dobrowolna organizacja o charakterze dobroczynnym i samopomocowym. 
Dewizą Zakonu są hasła Przyjaźni, Miłości i Prawdy. Od członków wymaga się wiary w siłę wyższą (sprawczą) i braterstwo ludzi oraz poszanowania porządku prawnego państwa. Propaguje się wolność myśli i sumienia, zwalczanie przesądów, zazdrości, okazywanie pomocy i ludzkiej miłości, samodoskonalenie poprzez sprawiedliwe działanie. Z racji wzorowania struktur i ceremoniału na wolnomularstwie w przeszłości Zakon był niekiedy określany mianem „wolnomularstwa drobnomieszczańskiego”.

## Nazwa
Istnieje co najmniej kilka wersji pochodzenia nazwy organizacji, co wiąże się z różnymi tłumaczeniami frazy Odd Fellows. Chyba najbardziej rozpowszechnione jest tłumaczenie nazwy jako dziwnych towarzyszy lub braci, co miałoby się wiązać z osobliwymi strojami aktorów, organizatorów bractwa, którzy na spotkania udawali się w kostiumach, wprost ze sceny. Musieli więc wyglądać dość dziwacznie. Inna wersja każe przekładać angielskie „Odd” jako nierówny, nadetatowy, nadliczbowy co miało się odnosić do rzemieślników bez kwalifikacji, których nie przyjmowano do cechów. Byli to więc ludzie pozbawieni „ubezpieczeń” na wypadek choroby czy bezrobocia. Być może dlatego dominującym elementem działalności Zakonu były i pozostają akcje charytatywne, wspieranie osób w potrzebie, a przede wszystkim samopomoc członków. Do ich głównych zadań należą: odwiedzanie chorych, grzebanie umarłych, pomaganie uciśnionym, wspieranie wdów i sierot.
Organizacja posiadała pierwotnie charakter „plebejski”, a i dziś jest otwartą dla ludzi bez względu na ich pochodzenie społeczne.

## Historia
Pierwsze wzmianki (z roku 1788) o istnieniu stowarzyszeń Odd Fellows można znaleźć w twórczości Daniela Defoe i Jamesa Montgomery’ego, jednak Zakon powstał formalnie najprawdopodobniej w roku 1803, kiedy to powstała „London Union Odd Fellows”, Wielka Loża Anglii. W roku 1814 z ruchu wyodrębniła się niezależna od niej „Manchester Unity”. Na gruncie angielskim nie zyskała jednak większej akceptacji i była izolowana. Z czasem przekształciła się w kontrolowany przez państwo zakład ubezpieczeń, który w okresie międzywojennych liczył ponad milion członków.
Za twórcę Odd Fellows uchodzi powszechnie londyński kowal Thomas Wildey (1782 – 1861). W rzeczywistości przyczynił się on głównie do reorganizacji Zakonu i jego ekspansji na gruncie amerykańskim. Około roku 1812 znalazł się na terenie USA. Dwa lata później, podczas epidemii żółtej febry, utworzył organizację pomocy dla chorych, która w roku 1819 przekształciła się w „Washington Lodge Nr 1” z siedzibą w Baltimore. Jednak już od roku 1806 działała na terenie Stanów loża „Shakespeare Lodge” w Nowym Jorku.
Z czasem Wildey uzyskał tytuł Wielkiego Sire i w roku 1821 pod jego przewodnictwem powstała Wielka Loża Marylandu i Stanów Zjednoczonych, która wkrótce uzyskała od „Manchester Unity” prawo nadawania patentów lożom amerykańskim.
Wobec nieustannych zatargów z „Manchester Unity”, Wielka Loża Stanów Zjednoczonych ogłosiła w roku 1841 swą zwierzchność nad całym Zakonem przyjmując nazwę „Sovereign Grand Lodge of the I.O.O.F.”
W roku 1851 utworzono żeńskie loże „Rebecca”, do których mogły należeć wdowy, żony, siostry, matki i córki członków Zakonu. W latach trzydziestych dziewiętnastego wieku nastąpił szybki rozwój ruchu. Pod kierownictwem „Sovereign Grand Lodge” powstało 61 amerykańskich, 9 europejskich i 1 australijska Wielka Lóża, obejmujących łącznie około 15 tysięcy lóż „zwykłych” i 3319 obozów z ponad dwoma milionami członków. Na Europę przypadało z tego 460 lóż, 41 obozów i 40 tysięcy członków.
W roku 1870 specjalna misja amerykańska zorganizowała pierwszą lożę niemiecką w Stuttgarcie pod nazwą „Würtenburg Loge Nr 1”, co zapoczątkowało ekspansję zakonu na gruncie europejskim.
Pierwsza placówka w Szwajcarii powstała w roku 1871, w Danii w 1878, w Szwecji w 1880, w Norwegii w 1891, w Holandii w 1900. Po I wojnie światowej ruch rozwijał się w Austrii i Czechosłowacji (1923).
W roku 1901 Suwerenne Wielka Loża I.O.O.F. w USA wydała postanowienie, w myśl którego mieszkańcy krajów Europy Środkowej i Wschodniej mają wstępować do lóż niemieckich.
Wielka Loża Rzeszy erygowała pierwsze loże na ziemiach polskich w Poznaniu (1876) i Inowrocławiu (1879), a po ukonstytuowaniu się Wielkiej Loży Obwodowej Śląska i Poznania (1885) powstały dalsze: w Bydgoszczy (1895), Gnieźnie (1896), Toruniu (1898), Gdańsku (1899), Pile (1899) i Grudziądzu (1901). Loże te grupowały w pierwszym rzędzie Niemców i Żydów, jednak już od początku XX wieku znajdujemy wśród członków wiele nazwisk polskich.

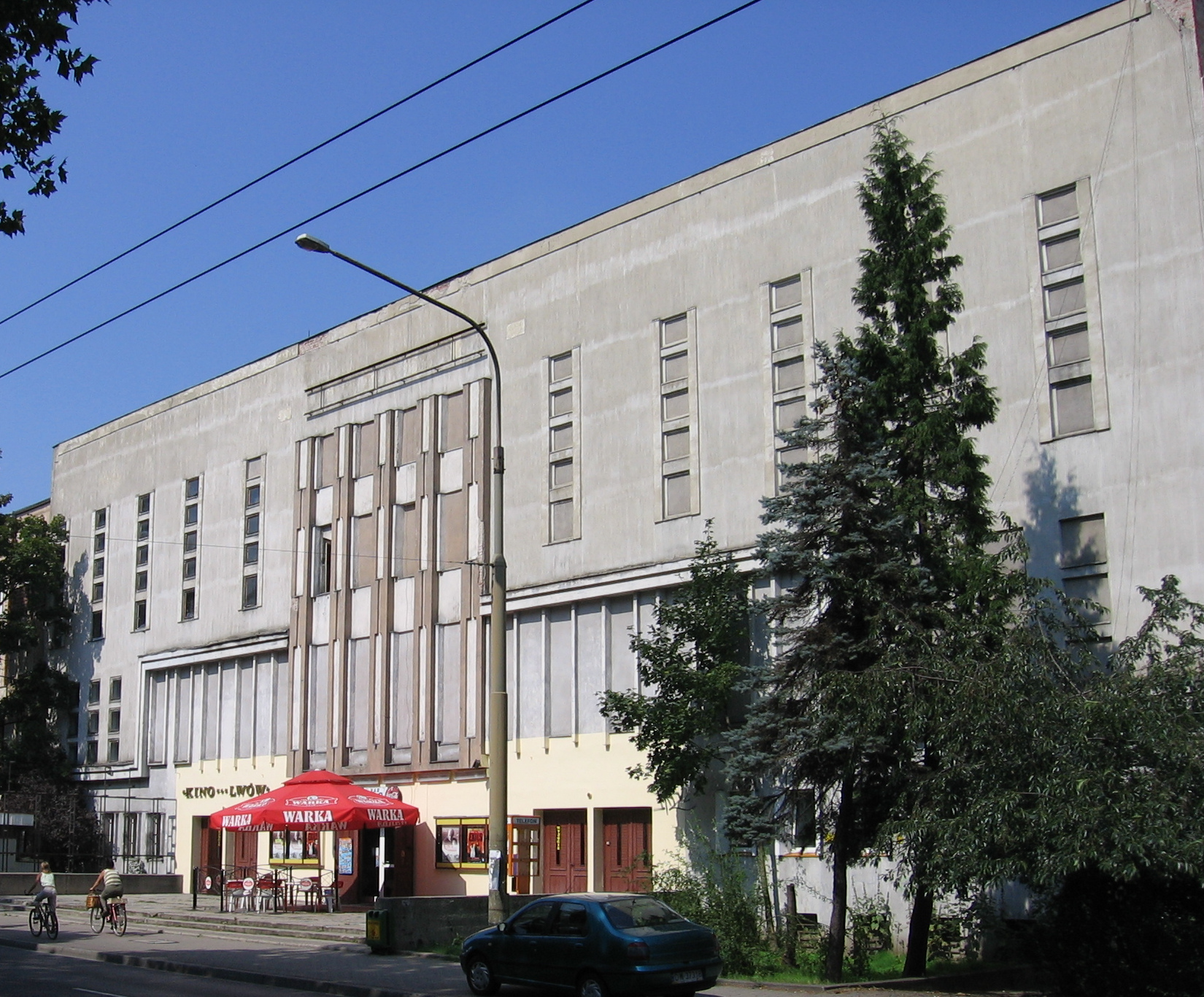
Dawna siedziba Odd Fellows we Wrocławiu przy al. Hallera

Po I wojnie światowej na ziemiach polskich działało sześć lóż Odd Fellows: w Poznaniu „Kosmos-Loge”, w Inowrocławiu „Astrea-Loge”, w Bydgoszczy „Emanuel Schweizer Gedächnits Loge”, w Gnieźnie „Friedens-Loge”, w Toruniu „Coppernicus-Loge” i w Grudziądzu „Ostheim-Loge”. Ponadto w Gdańsku działała „Gedania-Loge” i obóz „Vistula-Lager”.
Prócz wspomnianych wyżej działało 18 lóż I.O.O.F na Dolnym Śląsku, w tym aż pięć we Wrocławiu: „Morse”, „Moltke”, „Phönix, „Freundschaft” i „Caritas”. W latach 1925–1926 na swą siedzibę wybudowały nowoczesny budynek według projektu Adolfa Radinga przy obecnej ul. Hallera. Po dojściu Hitlera do władzy loże zlikwidowano, a dom został zaadaptowany na kino.
W związku z nową sytuacją polityczną loże Odd Fellows w Polsce podjęły wysiłki w celu oderwania się od Wielkiej Loży Rzeszy Niemieckiej. 17 marca 1920 r. w siedzibie poznańskiej loży „Kosmos” uchwalono utworzenie Wielkiej Loży Polski pod jurysdykcją amerykańskiej Sovereign Grand Lodge of the I.O.O.F. Loża ta została uroczyście zainstalowana 30 czerwca 1925 roku. Wielkim Sire’em został Wilhelm Warschauer. W roku 1930 została zorganizowana w Łodzi pierwsza w pełni polska loża „Navicula”, która w roku 1935 zmieniła nazwę na „Mickiewicz”. W roku 1934 powstaje w Warszawie loża „Ogniwo” i druga w Bydgoszczy loża „Humanitas”.
Według księgi adresowej „Odd Fellows-Adressbuch für das Jahr 1932/33” w Polsce w 1932 r. było 368 członków Zakonu. Według danych Odd Fellows w roku 1937 członków było zaledwie 165. Likwidowano loże, między innymi w Toruniu i Grudziądzu. Miało to związek z bardzo niechętnym stosunkiem władz do ruchu na terenie Polski oraz jawnym zwalczaniem tego typu organizacji na terenie Rzeszy Niemieckiej.
Na przełomie kwietnia i maja 1938 roku zapadły decyzje o samolikwidacji lóż polskich, co wiązało się z nagonką antywolnomularską w prasie i parlamencie RP. 22 listopada 1938 roku prezydent Rzeczypospolitej wydaje dekret o rozwiązaniu zrzeszeń wolnomularskich.
Ruch Odd Fellows nigdy nie był związany z masonerią ani nie był za takowy uważany przez samych wolnomularzy. Świadczą o tym już liczne wystąpienia, jak Związku Niemieckich Wielkich Lóż z roku 1874 czy szwajcarskiej Wielkiej Loży „Alpina” z roku 1908. Uznawano szlachetność celów Odd Fellows, lecz jednocześnie w odróżnieniu od wolnomularstwa jest to organizacja skierowana na cele zbyt „doczesne”, działająca głównie na polu materialnym i jawnie.
Po II wojnie światowej Polska znalazła się w strefie wpływów ZSRR i wszelka działalność zakonna stała się niemożliwa. Dopiero przemiany polityczne końca lat osiemdziesiątych ubiegłego wieku stworzyły podstawy do rozpoczęcia odbudowy Odd Fellows w Polsce. Do reaktywowania ruchu przyczynił się szczególnie Helgus Nillson z loży Nr 113 „Catena” w Borås (Szwecja). Szóstego grudnia 1991 roku odbyło się we Wrocławiu posiedzenie założycieli, którzy kilka dni wcześniej otrzymali po trzy stopnie wtajemniczenia. 15 kwietnia 1992 roku zarejestrowano Stowarzyszenie Bratniej Pomocy Odd Fellows z siedzibą w tym mieście. Siedemnastego września 1994 roku we Wrocławiu Wielki Mistrz Wielkiej Loży Szwecji Årne Beckman powołał do życia pierwszą od dziesięcioleci lożę polską Odd Fellows. Przyjęła ona imię „Zygmunt”, na cześć króla Polski i Szwecji. 

## Obecna działalność
Obecnie Stowarzyszenie Bratniej Pomocy Odd Fellows w Rzeczypospolitej Polskiej posiada siedem oddziałów; we Wrocławiu (2), Lesznie, Szczecinie, Zielonej Górze, Poznaniu i Warszawie. Prowadzi aktywną działalność charytatywną, wspierając akcje dożywiania dzieci, wakacyjnego wypoczynku, wychowanków domów dziecka, fundując indywidualne stypendia. Do największych akcji należą wsparcie sprzętem medycznym i wyposażeniem szpitala przy ul. Traugutta we Wrocławiu po powodzi roku 1997 oraz finansowe wsparcie badań Kliniki Neurochirurgii Akademii Medycznej i Instytutu Immunologii i Terapii Doświadczalnej PAN w tym mieście.